# Setipinna brevifilis
Setipinna brevifilis är en fiskart som först beskrevs av Valenciennes, 1848.  Setipinna brevifilis ingår i släktet Setipinna och familjen Engraulidae. Inga underarter finns listade i Catalogue of Life.